# Darwinov nandu
Darwinov nandu (znanstveno ime Rhea pennata), znan tudi kot mali nandu, je vrsta velike neleteče ptice iz rodu Rhea, kamor uvrščamo tudi večjega ameriškega nanduja (Rhea americana). Najdemo ga na Altiplanu in v Patagoniji v Južni Ameriki.

## Opis
Darwinov nandu je visok od 90 do 100 cm. Dolg je od 92 do 100 cm, tehta pa od 15 do 28,6 kg. Tako kot večina neletalcev ima majhno glavo in majhen kljun, slednji meri 6,2 do 9,2 cm, ima pa dolge noge in dolg vrat. Ima razmeroma velika krila kot drugi neletalci, zaradi česar lahko še posebej dobro teče. Lahko doseže hitrost 60 km / h, kar mu omogoča, da prehiti plenilce. Ostri kremplji na prstih so učinkovito orožje. Njihova peresa so podobna nojevim, saj nimajo dopolnilno pero. Njihovo perje je rjavo-belo, pernati pa je zgornji del tarzusa. Nartnica je dolga od 28 do 32 cm in ima spredaj 18 vodoravnih plošč. 

## Etimologija
V Argentini, kjer živi večina, je znan kot ñandú petiso ali ñandú del norte. Druga imena so suri in choique. Ime ñandú izvira iz imena velikega nanduja v mestu Guaraní, ñandú guazu, kar pomeni 'velik pajek', verjetno glede na njihovo navado, da med tekom izmenično odpirajo in spuščajo krila. Sicer Darwinov nandu dobi svoje znanstveno ime po Rei, grški boginji in pennata, kar pomeni 'krilat'. Konkretno ime je leta 1834 podelil Darwinov sodobnik in tekmec Alcide d'Orbigny, ki je ptico Evropejcem najprej opisal iz osebka iz spodnjega Rio Negro, južno od Buenos Airesa v Argentini. Še leta 2008 je bil uvrščen v monotipski rod Pterocnemia. Ta beseda je sestavljena iz dveh grških besed pteron, ki pomenita 'perje' in knēmē, kar pomeni nogo med kolenom in gležnjem, torej s peresnimi nogami, kar nakazuje na njihovo perje, ki pokriva nartnico. Leta 2008 je SACC pteroknemio vključil v rod Rhea – nanduji.

## Taksonomija
Tradicionalno so bile prepoznane tri podvrste:
- R. p. garleppi najdemo v puni jugovzhodnega Peruja, jugozahodne Bolivije in severozahodne Argentine.[9]
- R. p. tarapacensis najdemo v puni severnega Čila od regije Arica in Parinacota do Antofagaste.[10]
- R. p. pennata najdemo v patagonskih stepah Argentine in Čila.

IUCN meni, da sta bila nekdanja dva severna taksona R. p. tarapacensis in R. p. garleppi kot samostojna vrsta R. tarapacensis. Tako garleppi kot tarapacensis je leta 1913 opisal Charles Chubb. Možno je, da bi garleppi veljali za mlajši sinonim tarapacensis.

## Vedenje
Darwinov nandu je večinoma rastlinojed, občasno pa poje majhne živali (kuščarje, hrošče, kobilice). Pretežno jedo slane grme in sadje kaktusov ter trave. Po navadi so tihe ptice, razen kot piščanci, ko zažvižgajo in kot samci, ki iščejo samico, ko oddajo klic.
Samci te vrste postanejo agresivni, ko inkubirajo jajca. Samice tako pozneje odlagajo jajca blizu gnezda in ne v njem. Samec večino jajc premakne v gnezdo, nekaj pa jih ostane zunaj, kjer zgnijejo in privabijo muhe. Samci in kasneje piščanci jedo te muhe. Inkubacijsko obdobje je 30–44 dni, velikost legla pa 5–55 jajc. Jajca so velika od 87 do 126 mm in so zelenkasto rumena. Piščanci dozorijo pri treh letih starosti. Izven sezone razmnoževanja je Darwinov nandu precej družaben: živi v skupinah od 5 do 30 ptic, obeh spolov in različnih starosti. 

## Razširjenost in habitat
Darwinov nandu živi na območjih odprtega grmičevja na travnikih Patagonije in na Andski planoti (Altiplano), v državah Argentina, Bolivija, Čila in Peru. Vse podvrste imajo raje travnike, mokrišča in močvirja. Vendar nominirana podvrsta raje nadmorske višine manj kot 1500 m, kjer se druge podvrste običajno gibljejo od 3000 do 4500 m, lokalno na jugu pa do 1220 m. 

## Zgodovina odkritja roduRhea
Med drugo plovbo HMS Beagle je mladi naravoslovec Charles Darwin veliko potoval po kopnem in okoli avgusta 1833 od gaučov na območju Río Negro v Severni Patagoniji slišal o obstoju malega nanduja, »zelo redke ptice, ki so jo imenovali Avestruz Petise«. Še naprej je brezplodno iskal to ptico, Beagle pa je odplula proti jugu, 23. decembra v Port Desire v južni Patagoniji. Naslednji dan je Darwin ustrelil gvanaka, in jim je priskrbel božični obrok, v prvih dneh januarja pa je umetnik Conrad Martens ustrelil nanduja, ki so ga pojedli, preden je Darwin ugotovil, da je to do tedaj izmuzljivi mali nandu kot mladič in ohranil glavo, vrat, noge, eno krilo in več perja. Tako kot pri drugih zbirkah so bile tudi te poslane Johnu Stevensu Henslowu v Cambridge. 26. januarja je Beagle vstopila v Magellanov preliv in v zalivu sv. Jurija je Darwin srečal Patagonce, ki jih je opisal kot »odlične praktične naravoslovce«. Pol Indijanec, ki se je rodil v severnih provincah, mu je rekel, da so manjši nanduji edina vrsta tako daleč na jugu, večji nanduji pa na severu. Med ekspedicijo po reki Santa Cruz so videli nekaj manjših nandujev, ki so bili dovolj previdni, da se jim niso približali ali jih ujeli.
Leta 1837 je ornitolog John Gould v predstavitvi Zoološkemu društvu v Londonu opisal Darwinovega nanduja kot Rhea darwinii (pozneje sinomizirano z R. pennata), in kjeri je Darwin prebral članek o jajcih in njihovi distribuciji vrste nandu.
Ko je Gould Darwinovega in velikega nanduja razvrstil kot ločeni vrsti, je potrdil resno Darwinovo težavo. Te ptice večinoma živijo v različnih delih Patagonije, obstaja pa tudi prekrivajoče se območje, kjer obe vrsti sobivata. Ker je bilo vsako živo bitje ustvarjeno v fiksni obliki, kot je sprejela znanost njegovega časa, so lahko spremenili svoj videz le s popolno prilagoditvijo svojemu načinu življenja, vendar bi bili še vedno iste vrste. Zdaj pa se je moral spoprijeti z dvema različnima vrstama. To je začelo oblikovati njegovo idejo, da vrste sploh niso določene, ampak da bi lahko deloval drug mehanizem.

## Ohranjanje
Darwinovega nanduja IUCN opredeljuje kot najmanj ogroženo vrsto. Nekdanja južna nominirana podvrsta ostaja razmeroma razširjena in lokalno dokaj pogosta. Njen domet je ocenjen na 859.000 km2. Razmere za dve nekdanji severni podvrsti so bolj zaskrbljujoče, saj je njihova skupna populacija verjetno zelo nizka le nekaj sto. Vendar jih IUCN uvršča med Rhea tarapacensis, saj meni, da je skoraj ogrožena, pri čemer so glavne nevarnosti lov, nabiranje jajc in razdrobljenost habitata zaradi preusmeritve na kmetijska zemljišča ali pašnike za pašo govedi.